# ديفيد هوتون (كرة سلة)
ديفيد هوتون (بالإنجليزية: David Haughton)‏ مواليد 1 أغسطس 1991 في نيويورك، هو لاعب كرة سلة أمريكي. بدأ مسيرته الاحترافية في سنة 2014. يبلغ طوله 6 قدم 6 بوصة (2.0 م). لعب مع راكفيره تارفاس في الدوري الإستوني الممتاز لكرة السلة.

## روابط خارجية
- ديفيد هوتون على موقع كرة السلة الأوروبية.كوم (الإنجليزية)
- ديفيد هوتون على موقع ريلجم (الإنجليزية)
- ديفيد هوتون على موقع بروبوليرز (الإنجليزية)
- ديفيد هوتون على موقع سبورتس رفرنس (الإنجليزية)